# Mühlsteingrube (Waldshut)
Die Mühlsteingrube Waldshut war ein Bergwerk der Stadt Waldshut für den Abbau von Mühlsandstein zur Herstellung von Mühlsteinen.

## Geschichte
Sandsteinbrüche wurden im Hotzenwald in den Vorkommen von verkieseltem Oberen Buntsandstein betrieben. Die Lagen des Waldshuter Mühlsandsteins liegen unmittelbar auf  einer eisenführenden Gneisschicht des Grundgebirges auf.
1393 wird Claus von Banholz uff dem Schwartzwald als Eigentümer einer staingrueb vor dem hag uss, die sin und siner erben recht aigen war genannt. Weitere Gruben bestanden bei Oberalpfen, Detzeln, Dogern, Birkingen, Bohland, Remetschwiel, Nöggenschwiel und Berau. Ein gleytes rodel (Geleitrodel) von 1415 für die Zurzacher Messe nennt als Taxe von einem mülistein 5 Schilling, 1550 weist ein Zollrodel von Zurzach von einem müllystein 6 krützer aus.
Mit dem Neubau des Klosters St. Blasien wurden weitere Steinbrüche bei Unteralpfen eröffnet um Bausteine zu gewinnen. Neben Mühlsteinen wurden auch Schleifsteine und Ofengrundplatten sowie Steine für Bildhauerarbeiten (für Wegkreuze usw.) gebrochen. 1812 befasste sich Christoph Bernoulli mit den hier vorkommenden Mineralien, gefunden wurden diese in Drusen. Gestein mit solchen Einschlüssen war für Mühlsteine jedoch nicht geeignet. 1889 beschrieb der Mineraloge Franz Friedrich Graeff die gefundenen Mineralien kristallmorphologisch.
Neben der noch gut erhaltenen, jedoch nicht zugänglichen Kilianschen Mühlsteingrube im Eschbachtal war die stadteigene Mühlsteingrube Waldshut im Schmitzingertal die größte Grube, sie erreichte am Ende der Betriebszeit eine Stollenlänge von 600 m. Die weißen Mühlsteine waren begehrt und wurden weit gehandelt. Xaver von Kilian lieferte seine Mühlsteine außer nach Baden auch nach Württemberg und Bayern sowie in die Schweiz, nach Frankreich und Ungarn. 1856 ersteigerte er zusammen mit dem Kaufmann Frowin Gantert auch die Stadtgrube für jährlich 777 Gulden Pacht. Im gleichen Jahr war die Hochrheinbahn eröffnet worden, was den Absatz erleichterte. An der 5. Landesindustrieausstellung 1861 in Karlsruhe erhielt er eine Silberne Medaille, 1862 nahm er an der Weltausstellung in London teil und stellte wieder zwei Mühlsteine aus, zu 67 und zu 70 Gulden. 1863 verstarb  Frowin Gantert und von Kilian verzichtete auf die Pachtverlängerung.
In der Blütezeit zwischen 1889 und 1895 wurden jährlich in beiden Gruben etwa 200 Mühlsteine gebrochen und zugerichtet. Die mühlsteinfähige Schicht hatte eine Mächtigkeit von 7 bis 8 Fuß (2,10 m bis 2,40 m) was je 2 bis 4 Mühlsteine ergab. Erst das Aufkommen des ebenfalls hochwertigen Champagnersteins durch den günstigen Transport mit der Eisenbahn brachte den Abbau 1896 zum Erliegen. Neben den Pachtkosten musste nach der Bergordnung von 1553 von jedem Mühlstein ein Gulden als Zins an die Stadt Waldshut bezahlt werden, die Mühlsteingruben waren damit eine wichtige Einnahmequelle. In der Quarzsteinmühle wurde der Abraum zu feinem Grus gemahlen, der unter anderem für das Schleifen von Terrazzo oder als Scheuersand Anwendung fand. Die Quarzsteinmühle zwischen Schmitzingen und Waldshut war bis nach 1910 in Betrieb. Die Grube ist zugeschüttet und somit nicht zugänglich.